# تيموثي د. آدامز
تيموثي د. آدامز (بالإنجليزية: Timothy D. Adams)‏ هو شخصية أعمال وسياسي أمريكي، ولد في 31 أكتوبر 1961 في موراي في الولايات المتحدة.